# Претор
Пре́тор (лат. praetor, от prae-ire — «идти впереди, предводительствовать») — государственная должность в Древнем Риме. В ходе исторического развития Древнего Рима содержание и функции этой должности менялись.
В период ранней Римской республики (после упразднения царства) преторами именовали две высшие магистратуры — консулов и диктаторов. В 367 году до н. э., со времён законов Лициния—Секстия (Leges Liciniae Sextiae), верховное должностное лицо стало именоваться консулом, а термином «претор» стала обозначаться следующая по старшинству должность, при этом его основной компетенцией стало совершение городского правосудия по гражданским делам. В отсутствие консула претору принадлежала высшая власть.
На должность претора могли претендовать римские граждане не моложе 40 лет и прошедшие через нижестоящие должности. Претор избирался сроком на один год, свои обязанности исполнял безвозмездно. Преторов (как и некоторых других должностных лиц, например, консулов, проконсулов) сопровождали вооруженные фасциями ликторы: 2 в пределах померия, т. е. в границах Рима, 6 за пределами города.

## Количество преторов
Первоначально избирался один претор, но уже с 242 года до н. э. стало избираться два претора — городской претор (praetor urbanus), ведавший судебными процессами между римскими гражданами, и претор для ведения дел между римскими гражданами и чужестранцами или между самими чужестранцами (praetor peregrinus).
Учреждение римских провинций привело к появлению других должностей преторов: с 227 года до н. э. — в Сицилии и Сардинии, а со 197 до н. э. — в обеих испанских провинциях (таким образом, со 197 года коллегия стала насчитывать 6 чел.). Распределение претора на тот или иной круг деятельности осуществлялся жребием.
При Сулле число преторов увеличилось до восьми, при Цезаре — до шестнадцати, а во времена Империи — до восемнадцати. Во времена Империи должности преторов уже потеряли былое значение, но служили необходимой ступенью для замещения целого ряда высших административных постов и офицерских должностей на пути к сенаторской должности. В эпоху Империи преторами назывались также высшие должностные лица в городах.

## Современное значение
В Республике Молдова претор — представитель примара муниципия Кишинёв в каждом секторе муниципия, назначенный им по согласованию с местным советом.
 Претором также назывался глава пласы (претуры с 1938) в Королевстве Румыния.